# Mycetophila ichneumonea
Mycetophila ichneumonea es una especie de mosquito del género Mycetophila, categorizada en la tribu Mycetophilini, subfamilia Mycetophilinae.

## Distribución
Se distribuye por Noruega, Estonia, Reino Unido, Finlandia, Alemania, Suecia, Rusia, Mongolia, Eslovaquia, Estados Unidos, Luxemburgo, Bielorrusia y Chequia.

## Taxonomía
Fue descrita por Say en 1823.
Tratamiento taxonómico
La especie aparece registrada y publicada en Descriptions of dipterous insects of the United States. J. Acad. Nat. Sci. Philad. 3: 9-32.